# Fidelis Butsch
Fidelis Butsch (* 8. April 1805 in Wurmlingen; † 29. Juni 1879 in Augsburg) war ein im 19. Jahrhundert weit über Augsburg hinaus bekannter Buchhändler und Bibliophilie-Experte.

## Leben
Butsch kam 1835 nach Augsburg und trat in das 1825 gegründete Antiquariat von Wilhelm Birett ein. Er fungierte als Geschäftsführer und wurde 1839 Inhaber des Unternehmens. Das Geschäft entwickelte sich mit seiner Spezialisierung auf kostbare alte Druckwerke zu einer in Europa bekannten Adresse.
Dazu trug erheblich die Tatsache bei, dass der mit der Materie vertraute Antiquar Butsch beauftragt wurde, die königliche Hof- und Staatsbibliothek in München auf Dubletten älterer Bücher hin zu sichten, welche das Haus Wittelsbach aus finanziellen Gründen mit höchstmöglichem Erlös verkaufen wollte. Butsch übernahm mit seinem Fachwissen zu diesem Zweck auch die Durchführung einer Versteigerung in Augsburg. Die mehrtägige Auktion begann am 3. Mai 1858. Es wurden 720 Einzelstücke meistbietend angeboten, darunter eine Gutenberg-Bibel, viele Pergamentdrucke und Inkunabeln.
Diese Veräußerung schlug hinterher politische Wellen in München, weil ein Abgeordneter Vermögensverschleuderung vermutete.  Doch bei Butsch konnte man kein Fehlverhalten erkennen, da Stücke bei der Auktion sowohl unter wie – deutlich überwiegend – über dem Schätzpreis neue Eigentümer fanden.

## Unternehmen
Im Jahr 1863 ging sein Unternehmen in die Hände von Butschs Sohn Albert Fidelis (* 23. April 1839, † 19. Mai 1917), Verfasser von Strassburger Rätselbuch, die erste zu Strassburg um Jahr 1505 gedruckte deutsche Räthselsammlung, über. Neun Jahre später wurde Arnold Kuczynski neuer Eigentümer. Er verlegte die renommierte Firma im Jahr 1894 in die deutsche Reichshauptstadt. Butschs Sohn machte sich als Autor bibliophiler Ausführungen und als Verleger einen Namen. Die Ornamentstichsammlung aus dem Besitz seines Vaters wurde 1887 für die Bibliothek des Börsenvereins der Deutschen Buchhändler angekauft.

## Nachwirkungen
Die Verkaufskataloge der Butschischen Buchhandlungen sind auch heute noch geschätzt und werden ihrerseits als antiquarische Stücke gehandelt.